# Glockenkogel
Le Glockenkogel est une montagne qui s’élève à 2 828 m d’altitude dans les Hohe Tauern, en Autriche.